# Кивак
Кивак (эским. Ӄигwак — «зелёная поляна») — заброшенное эскимосское поселение на южном побережье Чукотского полуострова в пределах Провиденского района Чукотского автономного округа.
Близ поселения находятся горячие Кивакские источники и мыс Низменный.
Территория бывшего посёлка входит в Провиденский участок национального парка Берингия.

## История
Впервые поселение было отмечено на карте Н. Дауркина в 1765 году как Хыувен. Побывавший здесь в 1848 году английский морской офицер Хупер (участник зимовки судна «Пловер» в бухте Провидения), сообщил в своих дневниковых записях про имеющихся в Киваке пяти каркасных ярангах, жители которых — чукчи и эскимосы — свободно разговаривали на обоих языках.
В 1952 году, в ходе кампании по укрупнению чукотских поселений, жителей Кивака (в то время около 100 человек) переселили в село Новое Чаплино.

## Археология
Первые археологические исследования в поселении были проведены в 1945 году С. Руденко. Им было обнаружены многочисленные артефакты древнеберингоморской культуры, датируемых первыми веками нашей эры, ставшими объектами многочисленных научных исследований. В настоящее время они находятся в Провиденском краеведческом музее.

## Современное состояние
По состоянию на 2014 год в результате активной береговой абразии, оттаивания многолетнемёрзлых пород, слагающих основание памятника археологии и сильных штормов происходит интенсивное разрушение культурного слоя поселения. Часть жилищ уже смыто морем. Кроме того, памятнику угрожают продолжающиеся незаконные раскопки.